# Thế kỷ 2
Thế kỷ 2 là khoảng thời gian tính từ thời điểm năm 101 đến hết năm 200, nghĩa là bằng 100 năm, trong lịch Gregory.